# Golos
Die Bewegung zum Schutz der Wählerrechte „Golos“ (russisch Движение в защиту прав избирателей «Голос», deutsch Stimme) ist eine russische Nichtregierungsorganisation, deren Hauptaktivität in der Beobachtung von Wahlen und Abstimmungen auf allen politischen Ebenen liegt. Sie entstand im Juli 2013 aus der Assoziation zum Schutz der Wählerrechte „Golos“.

## Entstehung und Entwicklung

### Gründung
Die Organisation wurde im Jahr 2000 gegründet, um nach eigener Aussage das Wahlrecht der russischen Bevölkerung und eine freiheitliche Gesellschaft zu ermöglichen.

### Wahlbeobachtung 2008
Während der Präsidentschaftswahl in Russland 2008 berichtete Golos von weitgehend reibungsfrei verlaufenen Wahlen. Dennoch kritisierte Golos die Arbeit der Zentralen Wahlkommission und warf ihr vor, selbst Wahlkampf zu betreiben. An vielen Wahllokalen sei den Golos-Beobachtern der Zugang verwehrt worden.

### Wahlbeobachtung 2011
Bei den russischen Parlamentswahlen 2011 trat die Organisation als Wahlbeobachter auf.
In Zusammenarbeit mit der Zeitung »Gazeta.ru« erstellte sie eine Webseite zur Dokumentation von Verletzungen des Wahlablaufs. Bürger konnten Verstöße gegen die Wahlordnung an Golos melden.
Über die Hotline wurde von gruppenweiser und mehrfacher Stimmabgabe sowie dem Einwurf von Stimmzetteln berichtet. An vielen Orten sei das sogenannte „Karussell“ zum Einsatz gekommen: Dazu werden Wähler in Wahllokale gebracht, bei denen sie nicht registriert sind, aber abstimmen dürfen, wenn sie nicht an ihrem Wohnort wählen können; so ist es möglich, dass ein Wähler mehrfach abstimmt. Akkreditierte Beobachter seien erst nach Beginn der Abstimmung in die Wahllokale gelassen oder auf direkte Anweisung übergeordneter Wahlkommissionen aus Wahllokalen verwiesen worden. Sowohl die Website von Golos selbst als auch Seiten, die auf sie verwiesen, waren während der Wahlen DDoS-Angriffen ausgesetzt.
Golos-Korrespondenten vor Ort berichteten zudem von verbreiteten Fällen, in denen die Abschlusssitzung der Stimmkommission des Stimmbezirks nicht abgehalten und die Stimmauszählung nicht bekannt gegeben wurde. Golos erhob zudem Vorwürfe, dass sie bei der Beobachtung von Regierungsseite unter Druck gesetzt worden seien.
Golos selbst wiederum wurde in russischen Medien als westliche Propagandaorganisation dargestellt. Anfang Dezember 2011 verurteilte ein Moskauer Gericht Golos zu einer Geldstrafe von 30'000 Rubel (970 Dollar) wegen Verstoßes gegen das Wahlgesetz, welches die Veröffentlichung von Meinungsumfragen während der letzten fünf Tage vor der Wahl zur Staatsduma verbietet. Golos stritt den Vorwurf ab.

### Registrierung als „ausländischer Agent“ und Durchsuchung
Im Juli 2012 unterzeichnete Präsident Putin ein neues „Gesetz über „ausländische Agenten“ in Russland“, das Organisationen und Fonds, die Spenden aus dem Ausland annehmen und sich „politisch betätigen“, zur Selbstbezeichnung „ausländischer Agent“ in der öffentlichen Kommunikation verpflichtet.
Im Jahr 2012 war Golos der Andrei Sacharow-Freiheitspreis des norwegischen Helsinki-Komitees verliehen worden. Dabei wurde mitgeteilt, dass die Organisation das Preisgeld nicht angenommen habe. Das Justizministerium nahm Golos im April 2013 in die Registrierung als „ausländischer Agent“ auf mit der Begründung, das Preisgeld angenommen zu haben.
Golos stritt ab, nach Inkrafttreten des Gesetzes Gelder von außerhalb Russlands angenommen zu haben, und wurde aufgrund der Weigerung, sich registrieren zu lassen, mit einer Geldstrafe belegt.
Danach wurde der Organisation Ende Juni 2013 eine sechsmonatige Sperre für Aktivitäten jeglicher Art verhängt.
Als Reaktion darauf wurde Anfang Juli zusätzlich die „Bewegung für Wählerrechte ‚Golos‘“ neu gegründet. Die Bewegung konnte die Arbeit der NGO Golos fortsetzen.
Im Juli 2015 durchsuchte die russische Polizei die Büroräume und Wohnungen von Golos-Angestellten und beschlagnahmten Ausstattung und Computer. Der vorgebrachte Grund war eine Steuerermittlung. Die Durchsuchung wurde begleitet von einer Aufnahmegruppe des Fernsehsenders NTW.

### Wahlbeobachtung 2015
In einem Bericht zur Vorbereitung des Einheitlichen Wahltags der Russischen Föderation 2015 konstatierte Golos Verstöße gegen die von Russland unterzeichnete GUS-Konvention über Standards für demokratische Wahlen. Die Möglichkeit einer Wahlbeobachtung durch öffentliche Organisationen sei nicht gewährleistet.

### Auflösung der Organisation 2016
Am 28. Juli 2016 ordnete ein Gericht im Moskauer Bezirk Presnenski die Auflösung der 2000 gegründeten Organisation Golos an. Diese existierte nach Aussage von Grigori Mikonjanz jedoch seit 2013 nur noch formal ohne eigene Mitarbeiter und Geld, die Wahlbeobachtung erfolgte seitdem durch die Bewegung Golos. Die Organisation will Berufung einlegen und gegebenenfalls vor den Europäischen Gerichtshof für Menschenrechte gehen. Die Auflösung soll innerhalb von sechs Monaten erfolgen. Im Jahr 2021 wurde Golos vom russischen Justizministerium auf die Liste der sogenannten ausländischen Agenten gesetzt.

## Organisation

### Struktur
Seit 2013 wird die Wahlbeobachtung durch die neue Bewegung Golos geleistet. Die Organisation Golos existiert seitdem parallel noch formal weiter, ohne eigene Tätigkeit.
Vorsitzender ist Grigori Melkonjanz. Dem Vorstand gehören außerdem Andrei Busin, Juri Gurman, Arkadi Ljubarew und Roman Udot an.
Daneben existieren rechtlich unabhängige regionale Organisationen wie Golos Wolgagebiet in Samara und Golos-Ural in Tscheljabinsk.
Golos ist Mitglied des European Network of Election Monitoring Organizations (ENEMO). Sie gehört der European Platform for Democratic Elections (epde) an, einem Zusammenschlusses von Wahlbeobachtern in Osteuropa.

### Finanzierung
Nach einem Appell des Menschenrechtsrats des russischen Präsidenten erhielten regionale Organisationen von Golos Fördermittel der Administration des russischen Präsidenten. Im April 2013 teilte Grigorij Melkonjanz, damaliger stellvertretender Vorsitzender von Golos mit, dass die Organisation sich nur noch durch Spenden aus Russland finanziere. Neben den präsidialen Fördermitteln wurden Projekte von Golos in der Vergangenheit auch von der Europäischen Kommission, der US-Behörde für Entwicklungszusammenarbeit (USAID) und der US-amerikanischen Stiftung National Endowment for Democracy (NED) unterstützt.